# Бабстовское сельское поселение
Бабстовское се́льское поселе́ние — муниципальное образование в Ленинском районе Еврейской автономной области Российской Федерации.
Административный центр — село Бабстово.

## История
Статус и границы сельского поселения установлены Законом Еврейской автономной области от 26 ноября 2003 года № 231-ОЗ «О статусе и границе Ленинского муниципального района»

## Население
| 2010  | 2011  | 2012  | 2013  | 2014  | 2015  | 2016  |
| ----- | ----- | ----- | ----- | ----- | ----- | ----- |
| 4916  | ↘4867 | ↘4798 | ↘4774 | ↘4688 | ↗4722 | ↘4565 |
| 2017  | 2018  | 2019  | 2020  | 2021  | 2023  |       |
| ↘4533 | ↘4460 | ↘4418 | ↗4541 | ↘4342 | ↘4327 |       |

## Состав сельского поселения
| № | Населённый пункт | Тип населённого пункта       | Население |
| - | ---------------- | ---------------------------- | --------- |
| 1 | Бабстово         | село, административный центр | ↘4024     |
| 2 | Бабстово         | железнодорожная станция      | ↘8        |
| 3 | Горное           | село                         | ↘185      |
| 4 | Октябрьское      | село                         | ↘198      |
| 5 | Целинное         | село                         | ↘60       |